# 11:14
11:14 (prt: 11:14 - Onze Horas e Catorze Minutos; bra: 11:14) é um filme estadunidense de 2003, dos gêneros suspense e comédia dramática, dirigido e roteirizado por Greg Marcks, em seu filme de estreia.

## Sinopse
Num típico subúrbio americano, Buzzy (Hilary Swank) e Duffy (Shawn Hatosy) são presos e são levados por um carro de polícia que atende a um chamado envolvendo um acidente de carro. Enquanto isso, alguns adolescentes locais provocam confusão, e uma jovem planeja um encontro romântico. Todos esses fatos conduzem a um desfecho à mesma hora, e seus personagens estão prestes a descobrir que suas vidas serão marcadas por uma fatalidade.

## Elenco
| Ator               | Personagem               |
| ------------------ | ------------------------ |
| Henry Thomas       | Jack Levine              |
| Barbara Hershey    | Norma                    |
| Clark Gregg        | Official George Hannagan |
| Shawn Hatosy       | Duffy Nichols            |
| Hilary Swank       | Buzzy                    |
| Patrick Swayze     | Frank                    |
| Rachael Leigh Cook | Cheri                    |
| Stark Sands        | Tim                      |
| Colin Hanks        | Mark                     |
| Ben Foster         | Eddie                    |
| Jason Segel        | Leon                     |
| Rick Gomez         | Kevin                    |
| Blake Heron        | Aaron Lewis              |

## Receptividade
Até de maio de 2018, o filme detinha uma pontuação de 92% no Rotten Tomatoes, com base em 12 comentários. Mick LaSalle, do San Francisco Chronicle, chamou-o de um "humor negro inventivo" e "uma peça meticulosa de construção de enredo, divertida, cheia de incidentes e infundida com um senso de humor travesso e sombrio".

### Prêmios e indicações
| Ano  | Prêmio                  | Categoria                     | Indicação       | Resultado | Ref |
| ---- | ----------------------- | ----------------------------- | --------------- | --------- | --- |
| 2003 | Deauville Film Festival | Grand Special Prize           | Greg Marcks     | Indicado  |     |
| 2006 | DVD Exclusive Awards    | Melhor atriz coadjuvante      | Barbara Hershey | Venceu    |     |
| 2006 | DVD Exclusive Awards    | Melhor filme de ação          |                 | Indicado  |     |
| 2006 | DVD Exclusive Awards    | Melhor ator                   | Henry Thomas    | Indicado  |     |
| 2006 | DVD Exclusive Awards    | Melhor atriz                  | Hilary Swank    | Indicado  |     |
| 2006 | DVD Exclusive Awards    | Melhor trilha sonora original | Clint Mansell   | Indicado  |     |

## Trilha-sonora
As musicas que tocam no filme são:
- "I Just Want To Have Something To Do" - Ramones
- "La Donna E Mobile" - Giuseppe Verdi
- "Ain't No Thang" - Jesse Jaymes
- "Shake It Like A White Girl" - Jesse Jaymes
- "Gentle Journey" - Chunky Nelson
- "Mustangs and Camaros" - Stargunn
- "Habanera" - The Extreme
- "Anything Anything" - Dramarana
- "In My Bungalow Tonight" - Bodie In Motion
- "Dave The Bookie" - Jesse Jaymes
- "I Know The Devil" - Fred Wilson
- "Ruckus" - Endo
- "$55 Motel" - Jesse Jaymes
- "These Boots Are Made For Walkin" - Bree Sharp
- "All American Girl" - Angry Johnny and The Killbillies